# Суворовська сільська рада (Армянськ)
Суво́ровська сільська́ ра́да — адміністративно-територіальна одиниця та орган місцевого самоврядування у складі Армянської міської ради Автономної Республіки Крим. Адміністративний центр — село Суворове.

## Загальні відомості
- Населення ради: 2 359 осіб (станом на 2001 рік)

## Населені пункти
Сільській раді підпорядковані населені пункти:
- с. Суворове
- с. Волошине
- с. Перекоп (Ор Капи)

## Склад ради
Рада складається з 16 депутатів та голови.
- Голова ради: Безвугляк Роман Васильович
- Секретар ради: Кіріна Ірина Володимирівна

### Керівний склад попередніх скликань
| Прізвище, ім'я, по батькові | Основні відомості                                                                       | Дата обрання | Дата звільнення |
| --------------------------- | --------------------------------------------------------------------------------------- | ------------ | --------------- |
| Безвугляк Роман Васильович  | Сільський голова, 1978 року народження, освіта вища, член Соціалістичної партії України | 26.03.2006   | 31.10.2010      |
| Безвугляк Роман Васильович  | Сільський голова, 1978 року народження, освіта вища, член Партії регіонів               | 31.10.2010   |                 |

Примітка: таблиця складена за даними сайту Верховної Ради України

### Депутати
За результатами місцевих виборів 2010 року депутатами ради стали:

#### За суб'єктами висування
| Суб'єкт висування                 | Кількість обраних депутатів | %    |
| --------------------------------- | --------------------------- | ---- |
| Партія регіонів                   | 8                           | 50   |
| Комуністична партія України       | 5                           | 31,3 |
| Партія «Союз»                     | 1                           | 6,3  |
| Політична партія «Руська Єдність» | 1                           | 6,3  |
| Самовисування                     | 1                           | 6,3  |

#### За округами
| № округу                          | Прізвище, ім'я, по батькові    | Дата визнання обраним | Освіта             | Партійна приналежність                  | Відомості про обраного депутата                                    |
| --------------------------------- | ------------------------------ | --------------------- | ------------------ | --------------------------------------- | ------------------------------------------------------------------ |
| Комуністична партія України       |                                |                       |                    |                                         |                                                                    |
| 6                                 | Карамєлєва Тамара Петрівна     | 04.11.2010            | вища               | член Комуністичної партії України       | Суворовська сільська рада, секретар                                |
| 10                                | Безроднова Тетяна Пилипівна    | 04.11.2010            | середня спеціальна | член Комуністичної партії України       | тимчасово не працює                                                |
| 12                                | Бірюков Володимир Геннадійович | 04.11.2010            | середня            | член Комуністичної партії України       | ТОВ «КомЕнерго-Армянськ», водій                                    |
| 14                                | Стукалова Людмила Леонідівна   | 04.11.2010            | вища               | член Комуністичної партії України       | Перекопська загальноосвітня середня школа, вчитель                 |
| 15                                | Камінський Василь Петрович     | 04.11.2010            | середня спеціальна | позапартійний                           | пенсіонер                                                          |
| Партія регіонів                   |                                |                       |                    |                                         |                                                                    |
| 1                                 | Заяць Людмила Анатоліївна      | 04.11.2010            | вища               | член Партії регіонів                    | навчально-виховний комплекс «Школа- сад № 8», вихователь- методист |
| 4                                 | Димова Ірина Михайлівна        | 04.11.2010            | середня            | член Партії регіонів                    | відділ зв'язку, листоноша                                          |
| 5                                 | Гайдашов Степан Іванович       | 04.11.2010            | вища               | член Партії регіонів                    | пенсіонер                                                          |
| 7                                 | Халікова Валентина Федорівна   | 04.11.2010            | середня            | член Партії регіонів                    | пенсіонер                                                          |
| 8                                 | Іванченко Марина Геннадіївна   | 04.11.2010            | вища               | член Партії регіонів                    | фельдшерсько-акушерський пункт, завідувачка                        |
| 11                                | Волкова Наталя Петрівна        | 04.11.2010            | середня            | член Партії регіонів                    | ЗАТ «Кримський Титан», апаратник                                   |
| 13                                | Мінченко Віктор Іванович       | 04.11.2010            | середня            | член Партії регіонів                    | ЗАТ «Кримський Титан», охоронець                                   |
| 16                                | Кіріна Ірина Володимирівна     | 04.11.2010            | середня            | член Партії регіонів                    | тимчасово не працює                                                |
| Партія «Союз»                     |                                |                       |                    |                                         |                                                                    |
| 3                                 | Бучок Олена Михайлівна         | 04.11.2010            | вища               | член Партії «Союз»                      | ЗАТ «Кримський Титан», тренер з фітнесу                            |
| Політична партія «Руська Єдність» |                                |                       |                    |                                         |                                                                    |
| 9                                 | Стукалова Віра Василівна       | 04.11.2010            | вища               | член Політичної партії «Руська Єдність» | пенсіонер                                                          |
| Самовисування                     |                                |                       |                    |                                         |                                                                    |
| 2                                 | Калашніков Віктор Миколайович  | 04.11.2010            | середня спеціальна | член Партії регіонів                    | ЗАТ «Кримський Титан», водій                                       |